# Azja Północna

Azja Północna

Azja Północna – wielki region fizycznogeograficzny wyróżniany w Azji na podstawie ogólnych cech środowiska przyrodniczego. Często utożsamiany z Syberią, co nie jest ścisłe. 
Według polskiej geografii fizycznej w skład Azji Północnej wchodzą: 
- Nizina Zachodniosyberyjska
- Wyżyna Środkowosyberyjska
- Syberia północno-wschodnia
- Daleki Wschód
- obszary górskie Syberii Południowej

Słownik geografii świata z 1977 określa Azję Północną jako obejmującą Syberię i dorzecza zlewiska Morza Arktycznego, za to bez Dalekiego Wschodu, który zalicza do Azji Wschodniej. 